# لي ميونغ هي
لي ميونغ هي (بالكورية: 이명희)‏ (وبلغة هانغل: 이명희؛ من مواليد 5 سبتمبر 1943) هي سيدة أعمال كورية جنوبية ورئيسة مجموعة شينسيجاي Shinsegae Group. لي هي الابنة الصغرى لإي بيونغ تشول، مؤسس مجموعة سامسونغ وأخت رئيسها الحالي لي كون هي. أصبحت لي رئيسة شركة شينسيجاي في عام 1997 بعد انفصالها عن سامسونج ونُسب الفضل في إنشائها إلى ثاني أكبر متاجر التجزئة في البلاد. تبلغ قيمة ثروتها الصافية 1.5 مليار دولار، وهي واحدة من أغنى الأشخاص في كوريا الجنوبية، واحتلت المرتبة العشرين في قائمة فوربس لعام 2017 والتي تضم 50 شخصًا من الأغنياء الكوريين.

## سيرتها الشخصية
وُلدت لي في مقاطعة يوريونغ لمؤسس شركة سامسونج إي بيونغ تشول وزوجته الأولى بارك دو كالصغرى بين ثمانية أطفال. التحقت لي بمدرسة إيهوا للبنات الثانوية، ثم تخصصت في الفن في جامعة إيهوا للإناث قبل الزواج. وبعد عشر سنوات من كونها ربة منزل، أصبحت مديرة مبيعات في متجر شينسيجاي في عام 1979 ثم رئيسة في عام 1997 بعد أن انفصلت الشركة عن سامسونج.

## الفضائح المالية
خلال فترة عملها كرئيسة للمجموعة، تم تغريمها في ثلاث مناسبات منفصلة. الأولى كانت في عام 2006 بمبلغ قدره 350 مليار وون (300 مليون دولار) بعد أن أخفت 800 مليار وون من الأسهم تحت أسماء مختلفة. وفي عام 2012 غرّمتها لجنة التجارة العادلة مبلغًا قدره 4 مليارات وون (3.4 مليون دولار) لفرض رسوم المعاملات المختلفة. ثم في عام 2015، تم تغريمها 70 مليار وون لإخفاء ما يبلغ 380,000 من أسهم الشركة من بقيمة 80 مليار وون (68 مليون دولار) تحت أسماء مختلفة.